# 新莊地藏庵
新莊地藏庵，又名大眾廟、大眾爺廟，是位於臺灣新北市新莊區立人里的地藏庵，建於臺灣清治時期乾隆廿二年（1757年），其大眾爺繞境被列為新北市文化資產，也被認為是官將首的起源地。
為籌辦每年的繞境活動，地藏庵下轄有地方民眾自發性的神明會組織：
新莊俊賢堂以及新莊街、中港厝、頭前庄的「官將首」和「神將會」、新莊街虎爺，另有董爺廳刑部堂(不被廟方承認的私人組織)。

## 歷史沿革
乾隆廿二年（1757年）由陳謙興捐地所建，蓋在亂葬崗之上。早期移民，因尚未適應此地沼澤地形，造成不少人死於瘴瘧惡疾，因此地方善心人士會出錢、出力搭蓋收容枯骨的小廟。廟又稱「大眾廟」、「大眾爺廟」。
嘉慶十八年（1813年）、光緒元年（1875年）、1912年、1972年皆有重修。廟宇兩邊雕刻為對場作，也具人稱「成師」的許連成彩繪作品。廟方還保由新莊神社遺留下來的神轎，在1992年報導時據說每具的價值超過新台幣一千萬元，還傳聞日本派人來遊說收購。1978年11月19日，中華民國總統蔣經國將此廟斥資新台幣四百萬元興建中的圖書館，命名「大眾圖書館」。1988年，當年八旬的新莊市民周榮富捐新台幣一千一百萬元給此廟，興建文化活動中心。
1980年代末年前開始重建主廟，將神像暫時安置在地藏庵圖書館內，1996年12月13日舉行新廟安座大典。
今廟址是新北市新莊區中正路84號，屬立人里。

## 祭祀神明
供奉地藏王菩薩、大眾爺、董大爺、目蓮尊者、十殿閻羅、註生娘娘、境主公、土地公、三寶佛及觀音菩薩等。
1956年時報導時正殿兩廂分別是祭祀觀音菩薩與關聖帝君、及四大天王等神位數十尊。

### 地藏王

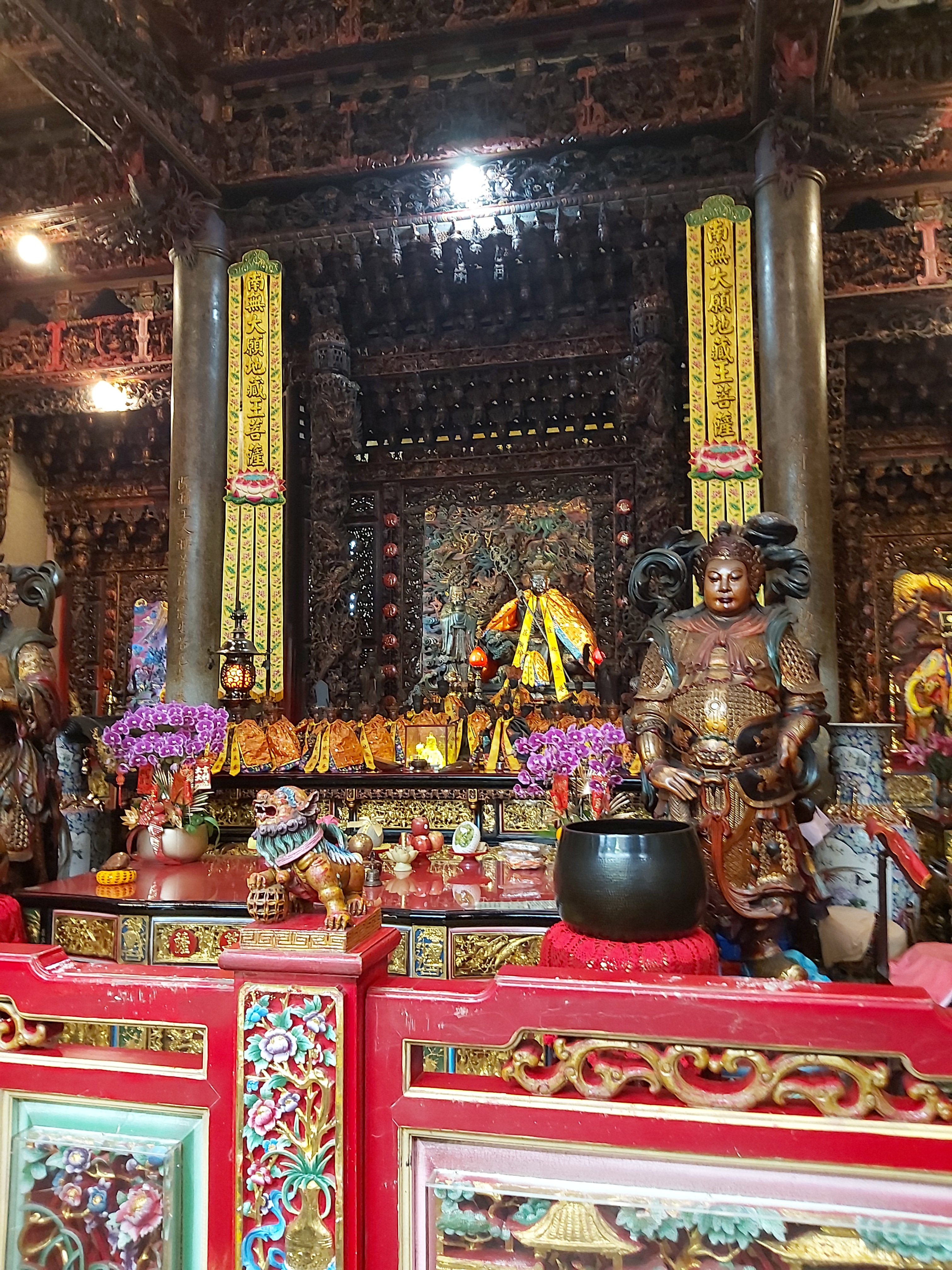
正殿地藏王菩薩

傳說最初該廟僅奉祀文、武大眾爺，後來才改奉地藏王菩薩為主神。農曆七月三十，鬼門關閉之日為地藏王菩薩誕辰，廟方從農曆七月廿八起一連三天舉辦植福禮斗法會。主委林俊德在2014年接受採訪時指說，近年特別在這法會增加名為「打城」的儀式，由高僧法師打破枉死城，讓自殺、意外死亡等橫死亡魂重新轉世。

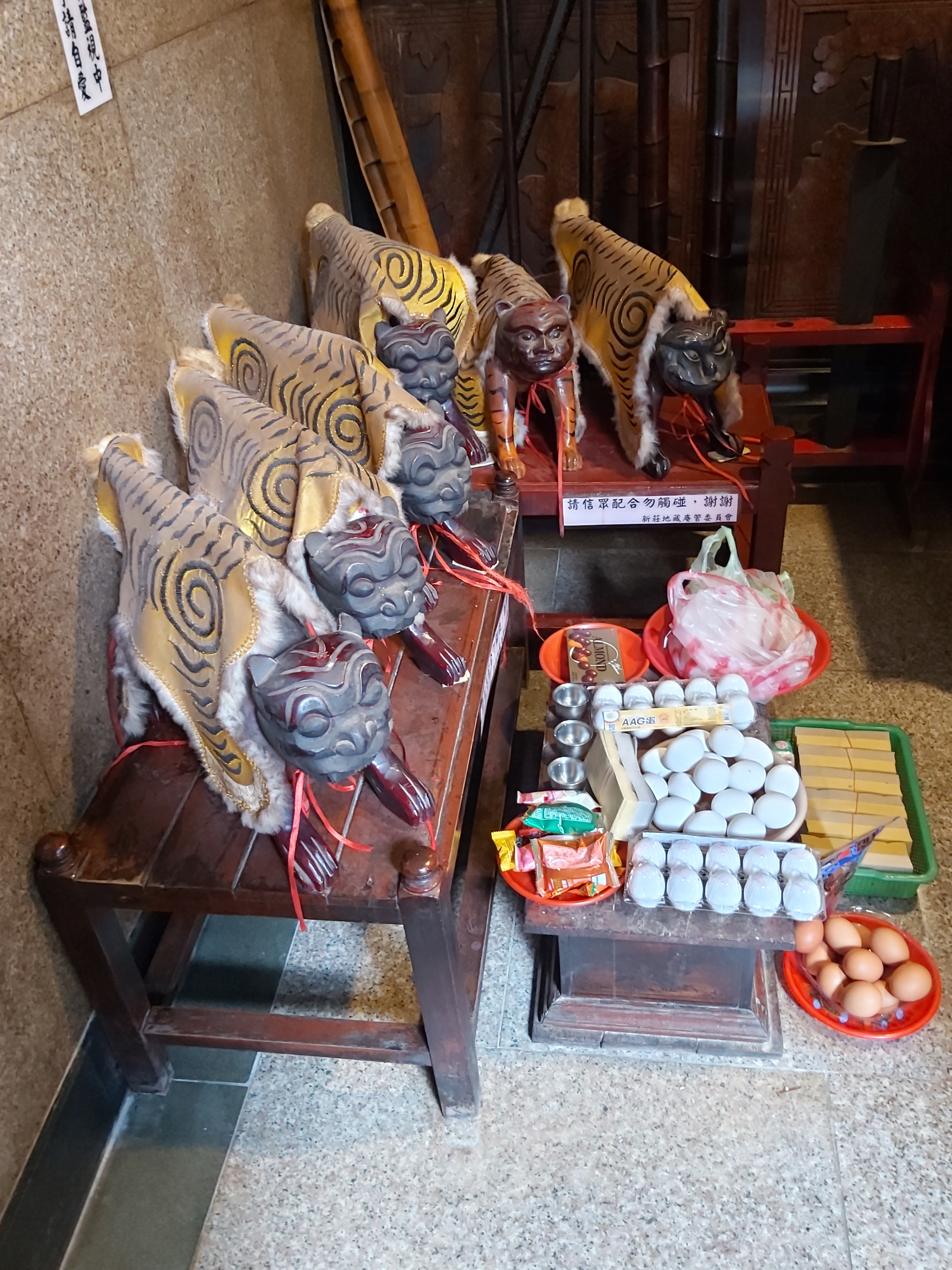
虎頭鍘

而在農曆五月初一前晚及當日繞境遊行的宗教活動中，慶典活動成員需穿草鞋。會有一人把臉部彩繪裝扮成老虎頭模樣，扛著地獄的虎頭鍘。在1988年報導時，林金富扮演人身虎面的腳色已一甲子。
在1956年7月5日深夜，有竊賊來到新莊地藏庵，將以檀香木雕刻、位在正殿上高五尺、重五十斤之騎白虎的金裝地藏王菩薩像偷抬走，被發現後，將菩薩像棄置於水溝並逃逸。次日清晨廟方尋獲時，發現菩薩像右手被折斷，不知去向，只好重修。

### 大眾爺

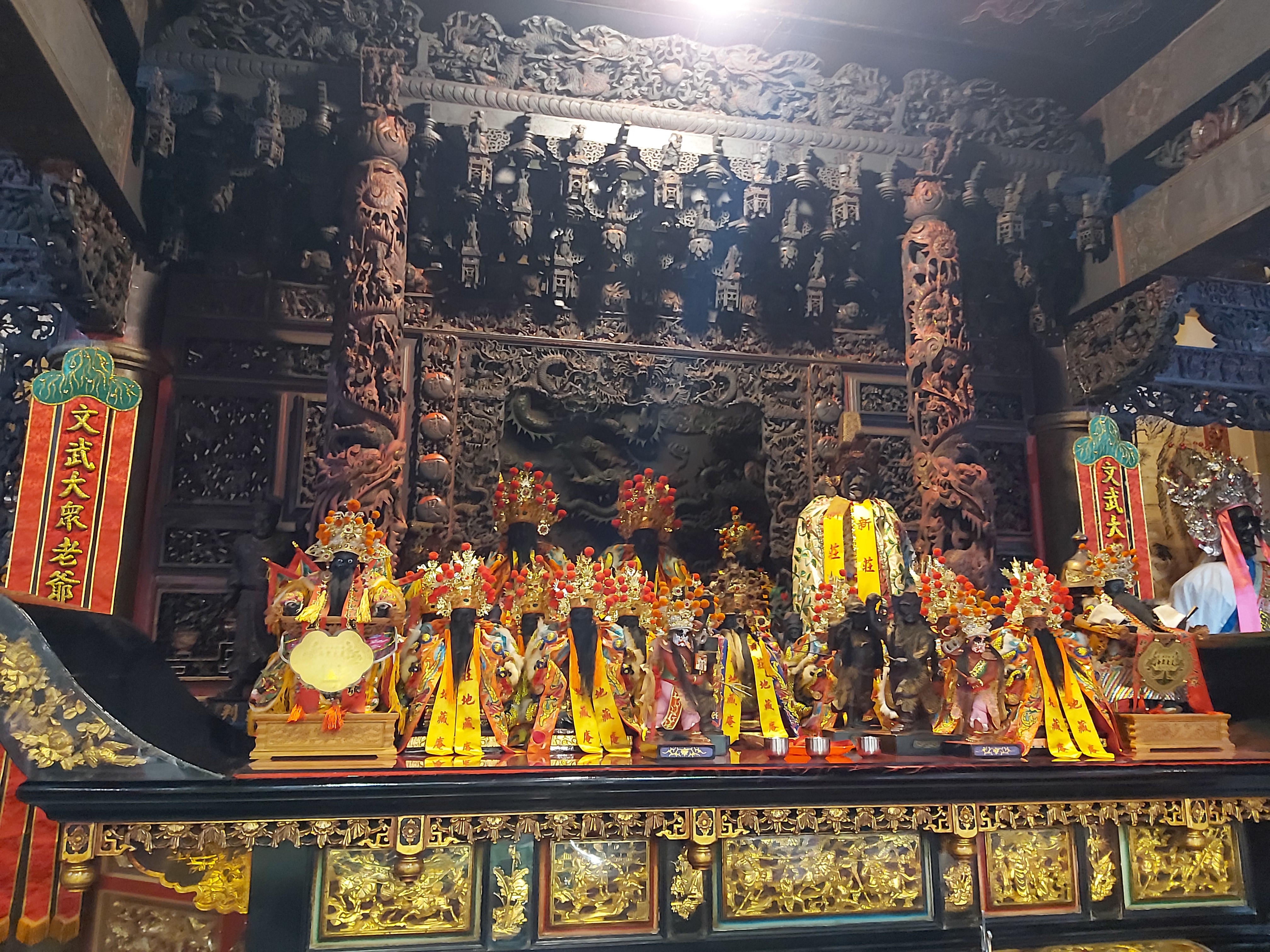
文武大眾老爺

廟中供奉名為「文武大眾爺」的神靈，其中「文大眾爺」之名指未參加戰爭、械鬥、因貧病過世的亡魂們，而「武大眾爺」之詞乃為因戰亂、械鬥殉身的亡魂們。
祂們被視為是無主孤魂中的鬼酋，可號令眾鬼，並能有定陰陽是非曲直、緝拿惡鬼的司法神格。
道光二十年（1840年），新莊一帶常發生閩客械鬥，當時的陣亡者納入武大眾爺，奉祀於此庵。
據耆老所述，初始奉祀文武大眾爺的目的，為希望藉由鬼酋的震懾力統來領附近亂葬崗場域的陰厲，以祈求地方安寧，
但隨著日治時代亂葬崗遷移，與地藏庵地藏王菩薩向上天的保薦及地方士紳的推崇，大眾廟已擺脫厲祀的性質，轉變成為守護地方的正神廟宇。
作家羅問則提出有傳說文武大眾爺是一對上京赴考途中遭劫身亡的兄弟，受託夢的新莊鄉民將祂們迎至地藏庵供奉。
蘆洲文武大眾爺廟在1934年擴建時，就從新莊地藏庵、八里大眾廟迎回神明香火。
新莊文武大眾爺之諸英魂先人靈骨，原安葬於現地藏庵鄰近荒塚間，依丹鳳萬靈祠石碑記載自昭和四年（西元1929年）因當時周遭環境變化所需，實施新莊街役場計畫，當時由街長黃淵源及街助役林學周主其事，呈請台北州公告-「內外塚墳地遷移」，除了有主墳由後人自徙外，其餘無主墳塚由街役場顧工挖掘，以鼓樂吹奏，送至當地素有「雙鳳朝牡丹」的風水寶地-十八份新建之丹鳳庵萬靈祠（大宗）和歸雲堂（待查），迄今入土安固於此，而將有「集合體」概念的神祇【文武大眾老爺】靈骨置放於不同場域，新莊應該可說數一數二的特例。

#### 告狀
信徒相信若是有不平之冤，同樣冤死的大眾爺會顯靈協助破案，因此祂們便成了訴訟之神。管委會資深委員陳登波曾說他十多歲時，台北地方法院的日本法官因小偷不認罪，就特地請此廟的大眾爺神像坐鎮，小偷在大眾爺面前就實招。當地因此有諺語「新莊地藏庵，陽間森羅殿」。
主委林俊德在2014年採訪時表示，廟方四十多年前始協助信徒寫訴狀，沒料到到信徒暴增，才從二十年前開始闢設筆生室。地藏庵的筆生除文筆要好，也要有基本法律常識。一名筆生室創立就在黃姓女筆生說，曾有人希望寫訴狀追回債務，但實際上情況完全相反，寫完訴狀後沒效，才知道原因。
白曉燕命案期間，1997年6月1日，白曉燕滿七的日子，白冰冰前往此廟告狀，祈禱大眾爺能協助警方早日逮捕白曉燕案的三名主嫌犯，並且保佑在過程中不使任何一名警員受傷害。

#### 大眾爺祭
每年農曆五月初一舉行俗稱「新莊大拜拜」的文武大眾爺祭典是起源於臺灣清治時期祭祀死於械鬥及貧病的無主孤魂。而該日的遶境雛形起源於1910年代，演變至成為農曆五月初一及前一晚舉的日巡及暗訪。傳統子弟社俊賢堂組織的官將首也會出陣儀式。新莊俗諺：「新莊有三熱，火燒厝，拔龍船，五月初一。」其中五月初一即指廟的活動。1958年報導時，就估計一天該大拜拜至少耗去新台幣五、六百萬元。
祭典前一日下午五時，廟方先舉行出發前的祭拜儀式。官將首要舉行稱為「喊班」的儀式，也就是先必須先向主神報告這次出巡的範圍及目的，師傅級的前輩及法師會呼喊號令，三名官將首先拜廟領令，然後再由左、右二尊將軍遶行到廟埕中央，擺架式挑點五營兵將，再轉回向中尊的官將首參禮回報，前後須進行三次，才算點完隨駕出巡的各營兵將。接著大眾爺座前的官將首和眾將官兵分三路，在新莊、中港厝、頭前三區夜訪。有別於暗訪路線以小路為主，日巡則以大道為主要路線，沿途都會有民眾攔請隊伍驅邪，遶境隊伍綿延數公里。祭典當日同樣兵分三路展開繞境活動，都在晚間結束。祭典當晚，許多新莊人會宴請親朋好友吃流水席。
繞境時有稱為「打八將」的習俗，是大眾會搶食掛在官將首身上的鹹光餅，因據傳經法師開光、以指印敕的鹹光餅有吃者平安的工作，尤其是官將首佩帶於脖子、腰間及武器上的最具功效。該鹹光餅都來自新莊廟街商圈、新莊慈祐宮的老順香糕餅店，在臺灣日治時期原本在新莊廣福宮旁巷內經營。老順香餅店老闆王明朝表示，在農曆五月初一文武大眾老爺生日前十天，店裡就開始趕製鹹光餅，以應付新莊大拜拜的需求。
2010年，北縣文化局審議委員會審議後，經文建會准予備查，將此祭典以「新莊地藏庵文武大眾爺祭典」之名登錄於臺北縣文化資產的民俗及有關文物。

#### 官將首
寫有《將‧源—論官將首》的新莊人李宗益於2002年表示，官將首很可能源自新莊地藏庵，是配合文武大眾爺的遶境及暗訪等活動，扮演陰兵、陰將，與八家將並不同。以往只有新竹以北的廟會才有，近十年來擴展到全台灣各地，已估計有一百多個官將首團。

### 董大爺

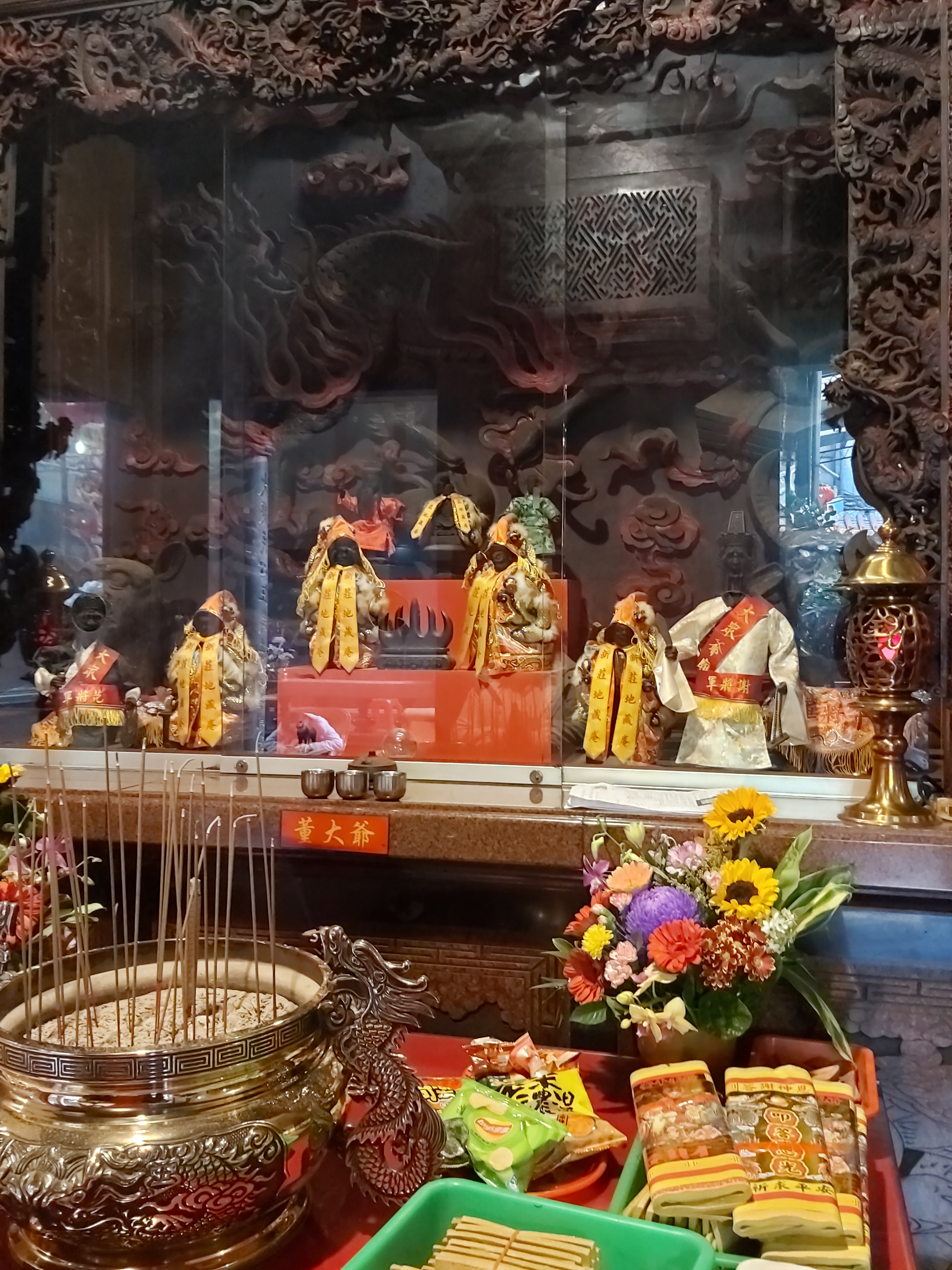
董大爺廳

配祀的董大爺，專司賭咒（發誓），早期信眾如遇爭執無法決斷，常到此發誓以示清白。
1955年，台北縣三重鎮發生屠宰場遷移糾紛，當時議員蔡火慶就要另一議員林媽成來此廟斬雞發誓。政壇選舉時，也會有候選人邀競爭對手來此廟發誓：如民進黨提名候選人張孟育1990年1月9日分函邀請選區候選人發誓絕不買票，獲得民進黨籍新莊市長參選人劉達郎、國民黨籍縣議員候選人鄧忠仁、民進黨籍縣議員候選人施君玉等人響應，在同月10日去此廟會合發誓，但施君玉自認沒錢買票，而未發誓；以及1994年中華民國省市長暨省市議員選舉，國民黨台北縣長候選人蔡勝邦在1993年11月23日向民進黨候選人尤清、新黨候選人李勝峰邀約，一起到該廟發誓，誓詞中列舉如有買票、圖利他人、暴力、曾從事不當關說等，願遭五雷轟頂、絕子絕孫。
2009年中華職棒假球事件，多位球員被開除的兄弟象隊，在中華職棒21年球季開幕前的3月15日，全體到地藏庵焚香祈福，並由隊長陳江和率領向神明發誓，還由庵內道士右手搖鈴跪在神壇前，報出球員、教練的生辰八字、年齡，拜請地藏王菩薩為兄弟棒球隊消災解厄，讓總教練調度有方、球員身強體壯、捕手萬無一失、投手變化無窮、球隊萬事如意、百戰百勝等話。
董大爺也專管盜竊。信眾認為只要到董大爺尊前祝禱，並用手觸摸四周的刑具，便能很快找回失物。曾經有名商人找回進口轎車，為此還捐出一千萬元的香火錢。

## 外部連結
- 官方网站
- 新莊地藏庵的Facebook專頁